# 武夷山摩崖石刻
武夷山摩崖石刻位于中国福建省武夷山市，大多位于武夷山风景名胜区内，1985年作为“武夷山史迹”的组成部分被列为福建省文物保护单位。武夷山摩崖石刻是武夷山世界遗产的重要组成部分。
武夷山最早的石刻始于东晋，现有石刻438方，其中民国以前的石刻共380余方。石刻大多集中分布，最密集的地方为九曲溪沿岸、天游峰、一线天、水帘洞等地。石刻的内容以纪游及颂赞山水的题材最多。

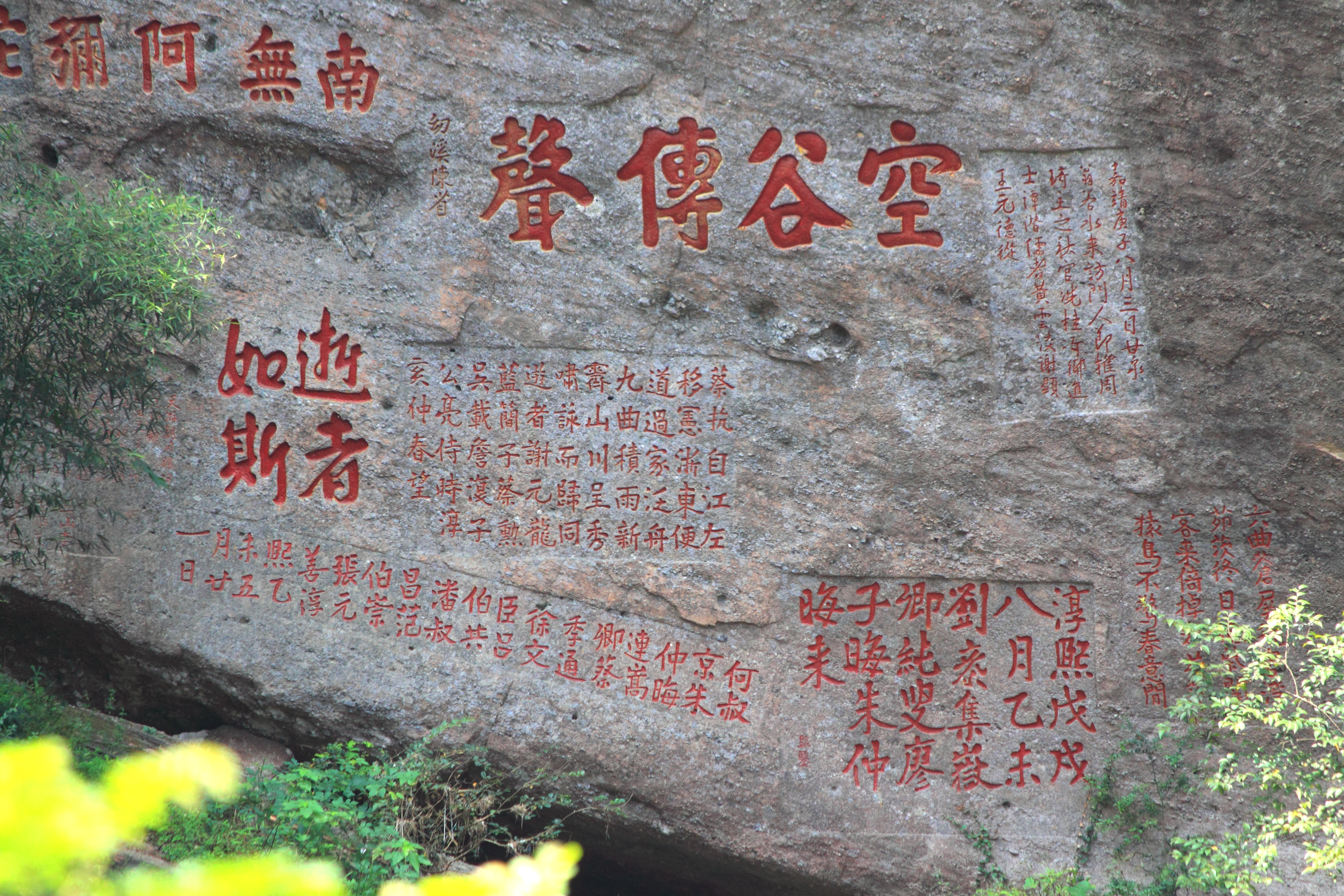
响声岩，“逝者如斯”为朱熹所题
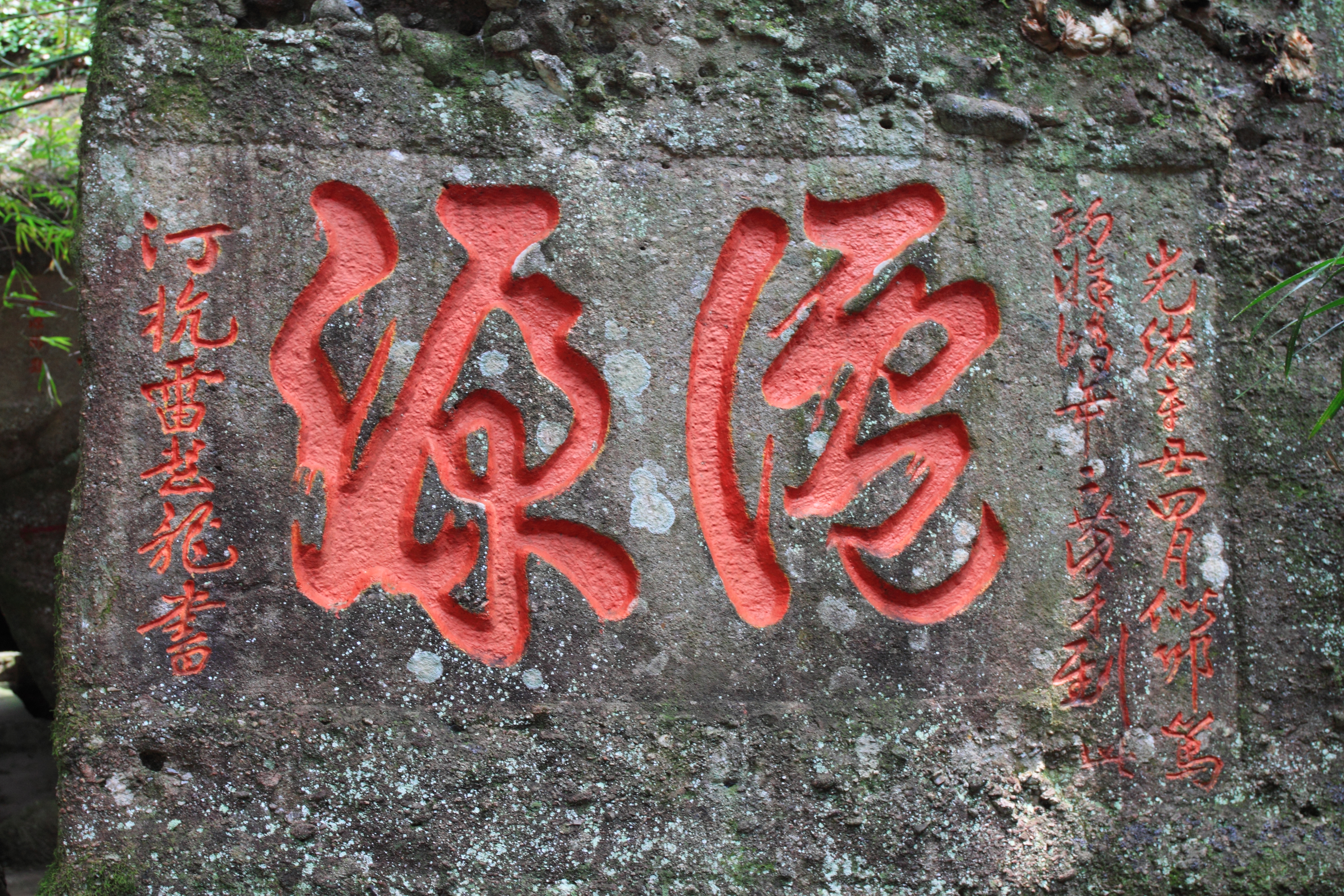
桃源洞
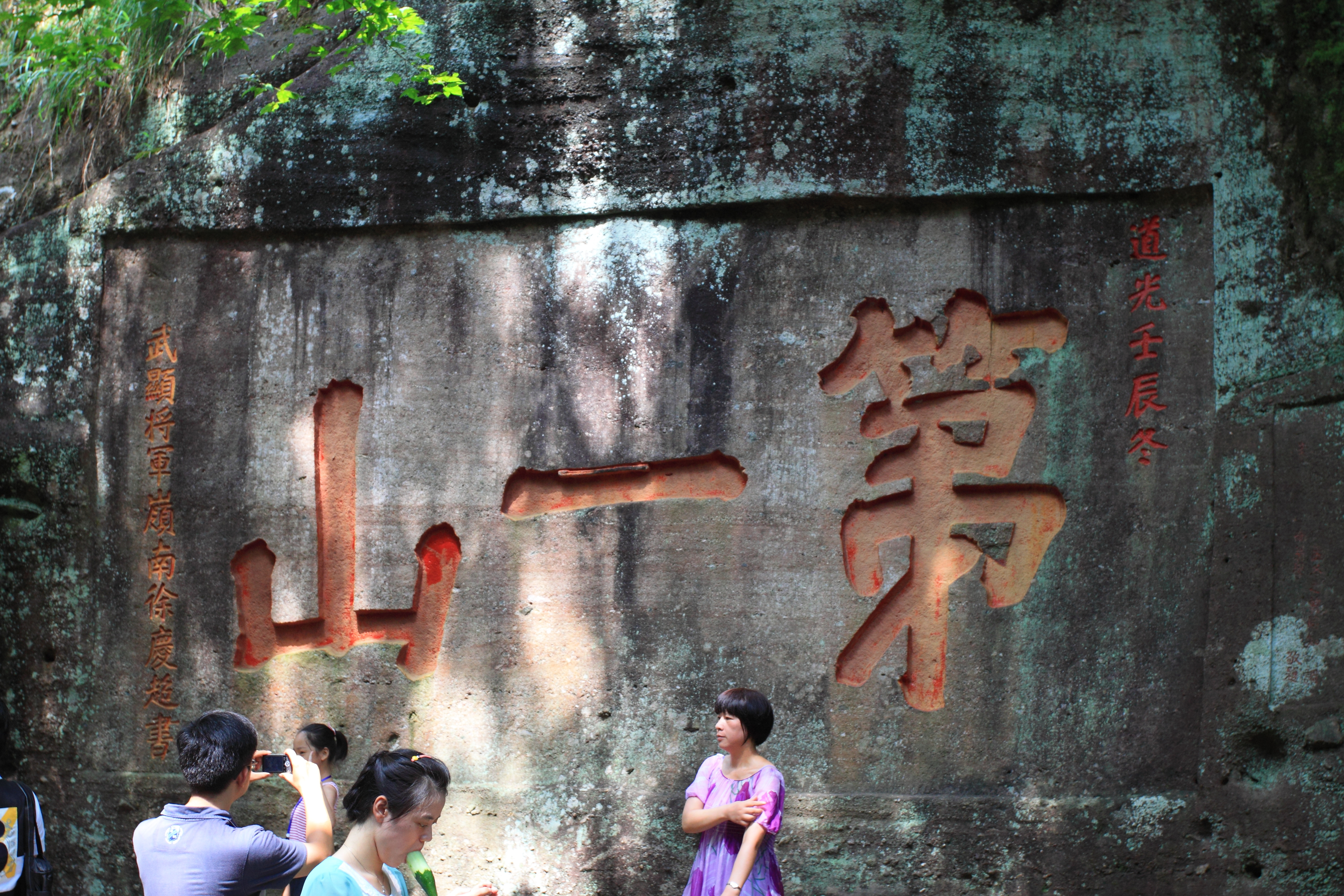
天游峰顶胡麻涧
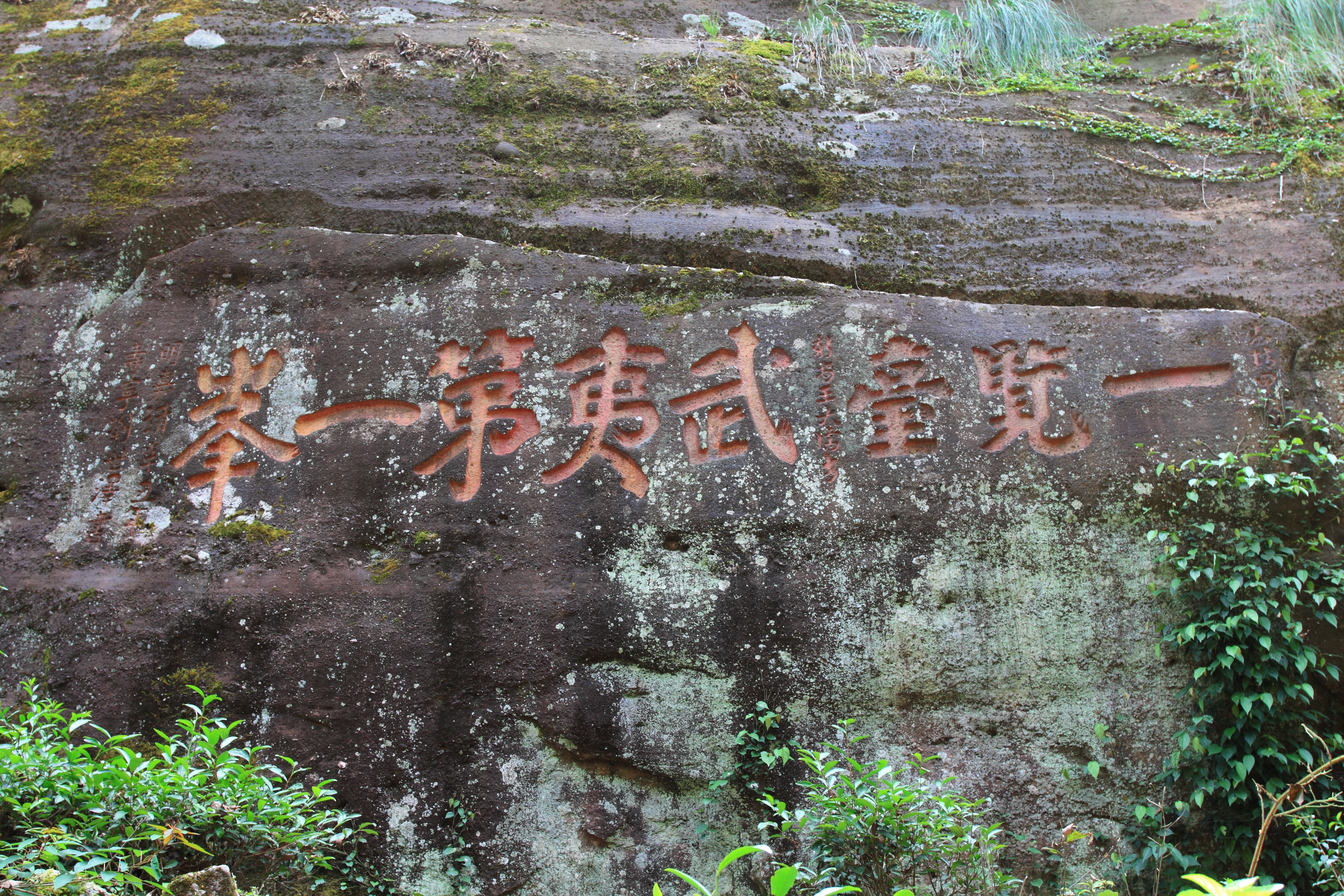
天游峰顶胡麻涧
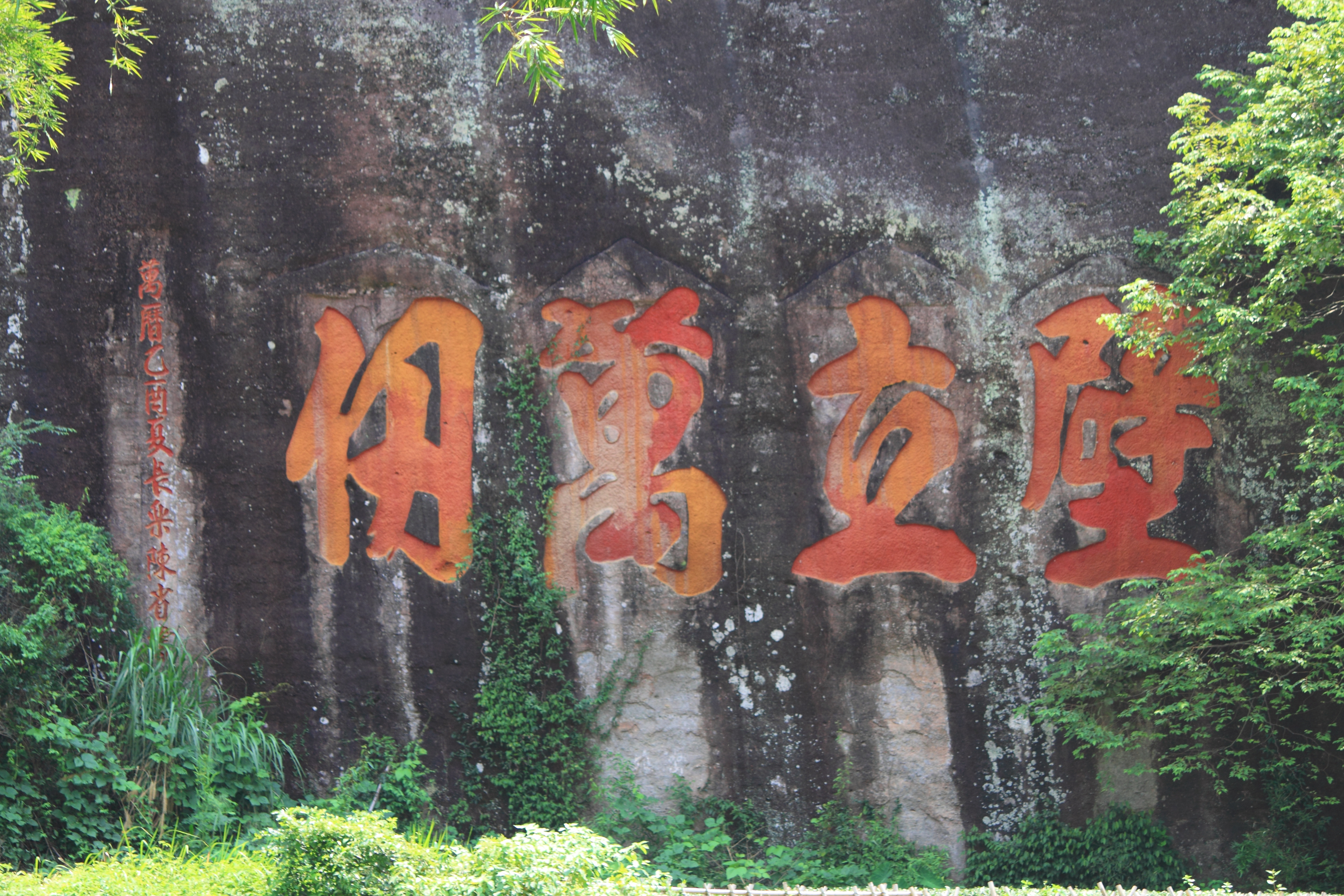
云窝
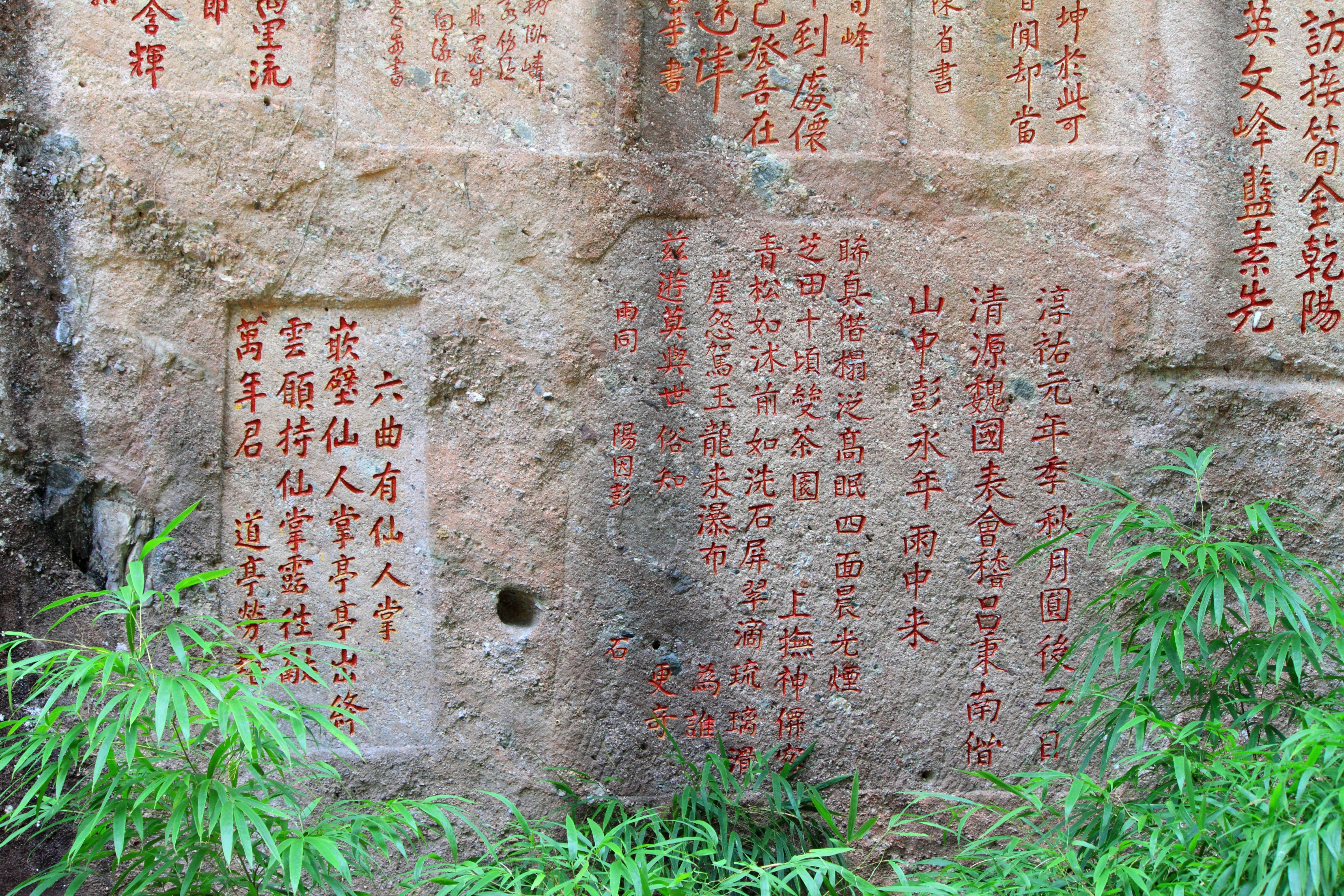
云窝
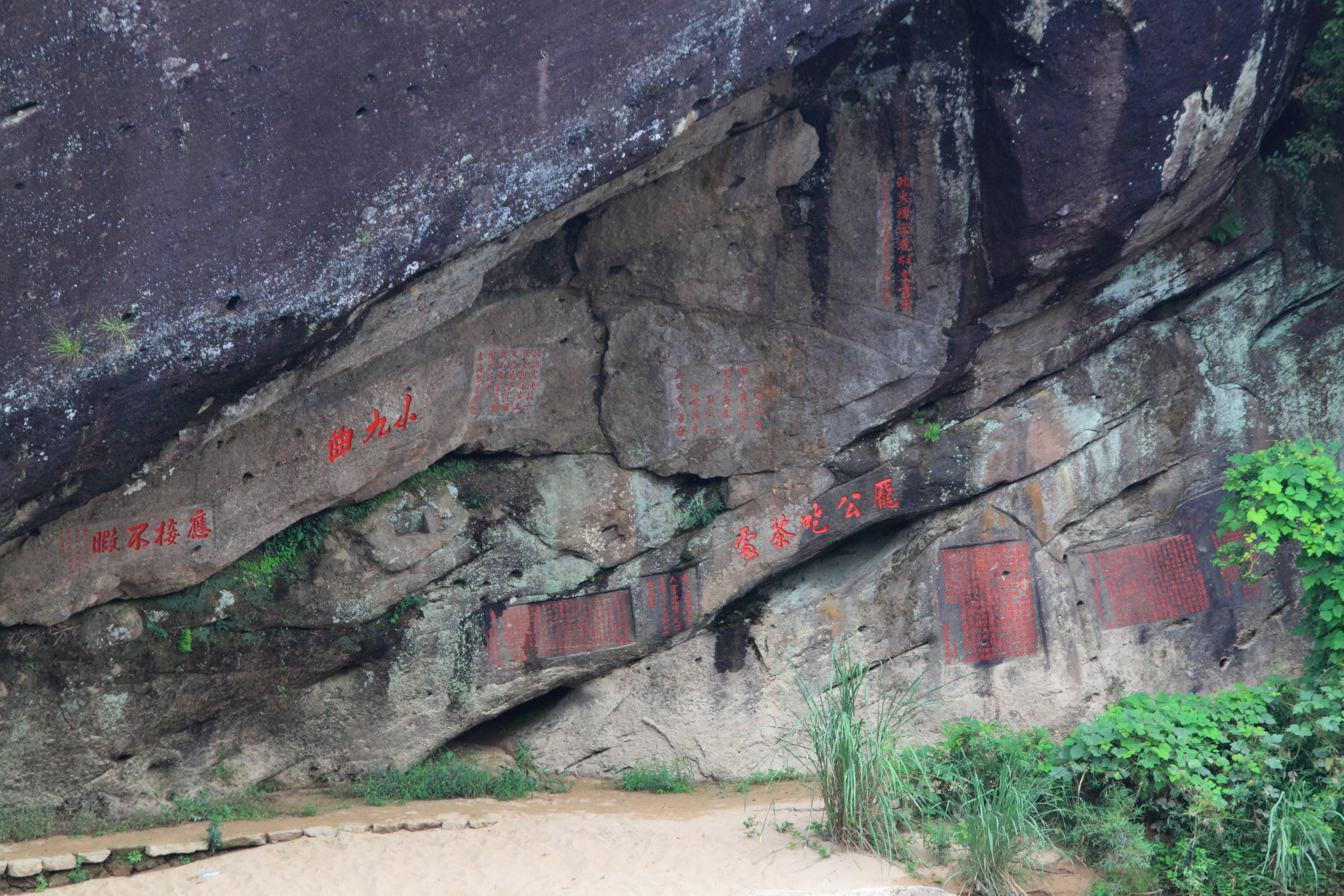
小九曲
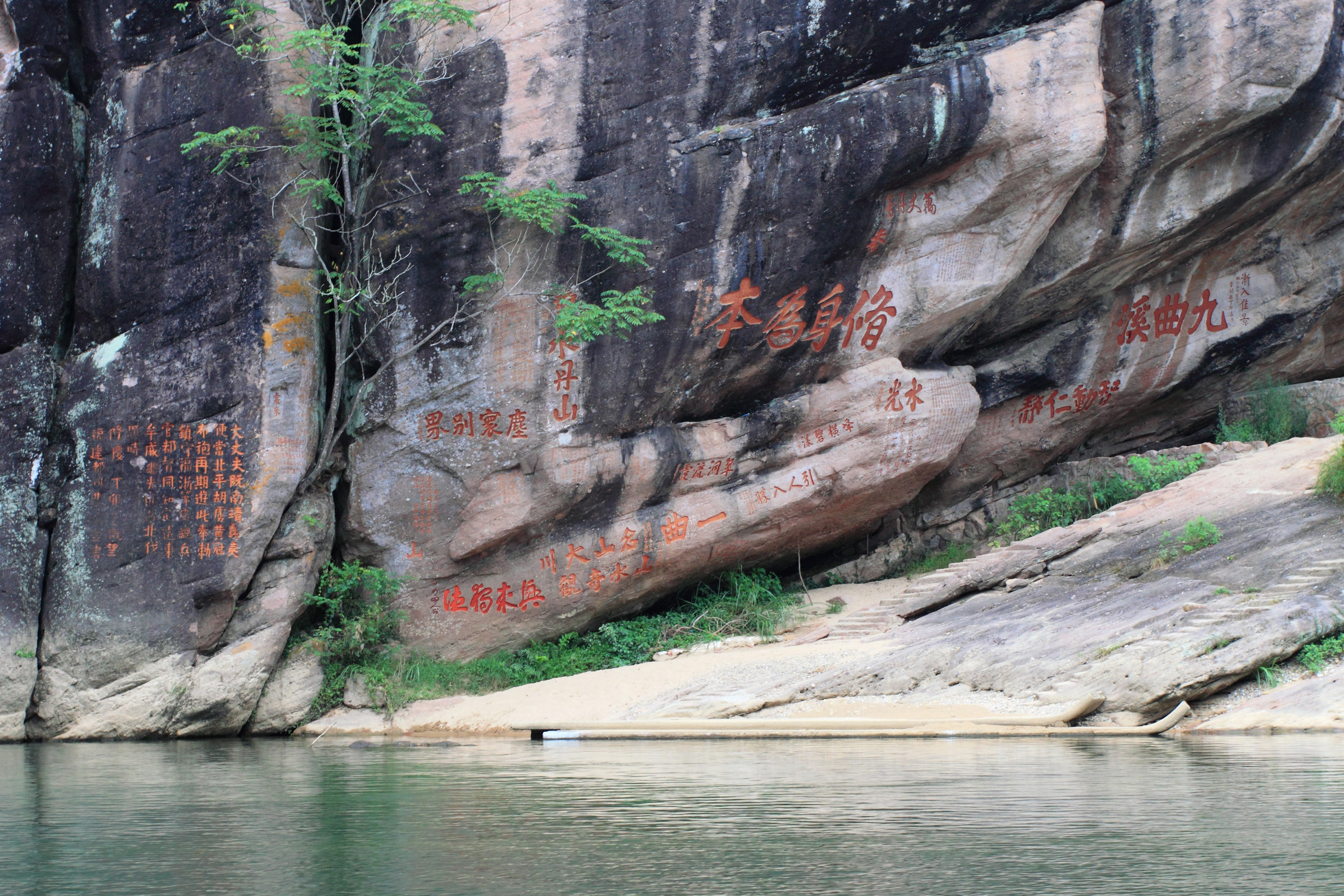
水光岩
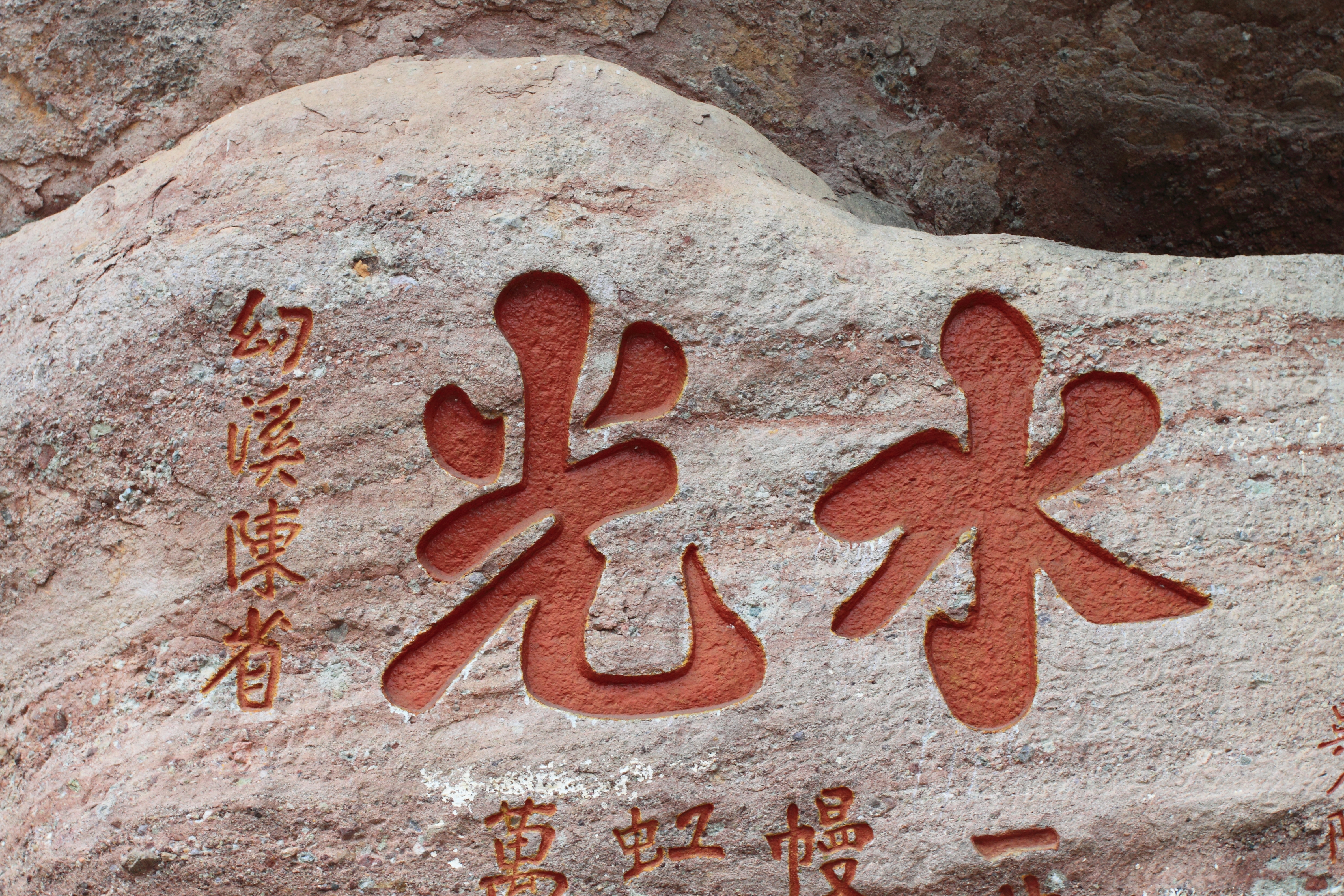
水光岩